# Aire coutumière Iaai
Die Aire coutumière Iaai (in der Sprache der Ureinwohner: Iaaï) ist eine Verwaltungseinheit einer besonderen Form (Aire coutumière) im französischen Überseedépartement Neukaledonien. Sie wurde am 19. März 1999 gegründet und umfasst eine Gemeinde auf den Inseln Faiava, Mouli, Ouvéa und Unyee. In Iaai sind 25 Kanaken-Stämme registriert.

## Gemeinden
| Gemeinde             | Einwohner 1. Januar 2022 | Fläche km² | Dichte Einw./km² | Code INSEE | Postleitzahl |
| -------------------- | ------------------------ | ---------- | ---------------- | ---------- | ------------ |
| Ouvéa                | 3.401                    | 146,94     | 23               | 98820      | 98814        |
| Aire coutumière Iaai | 3.401                    | 146,94     | 23               | –          | –            |